# Ravageurs du manioc
Liste non exhaustive de ravageurs du manioc (Manihot esculenta).

## Vertébrés
- Francolinus sp. (francolins)
- Thryonomys swinderianus (agouti)
- Cricetomys gambianus (rat de Gambie)
- Xerus erythropus (rat palmiste)

## Acariens
- Mononychellus tanajoa
- Oligonychus peruvianus
- Tetranychus urticae
- Oligonychus gossypii
- Tetranychus telarinus
- Tetranychus neocaledonicus
- Tetranychus cinnabarinus

## Insectes

### Blattoptères
- Coptotermes paradoxis (termites)
- Heterotermes tenuis (termites)

### Coléoptères
- Lagochirus aranciformes (cérambicide du manioc)
- Coleosternus sp.
- Phyllophaga menetriesi (ver blanc)
- Leucopholis rorida (ver blanc)
- Lepidiota stigma (ver blanc)
- Euchlora viridis (ver blanc)
- Euchlora pulchripes (ver blanc)
- Heteronychus plebejus (ver blanc)

### Hémiptères
- Bemisia tabaci (aleurode du tabac ou mouche blanche)
- Amblystira machalana (punaise noire)
- Vatiga manihotae (punaise réticulée)
- Vatiga illudens (punaise réticulée)
- Vatiga pauxilla (punaise réticulée)
- Aonidonytilus albus (cochenille encroûtante)
- Saissetia miranda (cochenille encroûtante)
- Stictococcus vayssierei (cochenille de la racine du manioc)
- Pseudococcus mandio (cochenille de la racine du manioc)
- Phenacoccus herreri (cochenille farineuse du manioc)
- Phenacoccus manihoti (cochenille farineuse du manioc)

### Lépidoptères
- Erinnyis ello (sphynx du manioc)
- Erinnyis alope (sphynx du manioc)
- Chilomima clarkei (foreur de tiges)

### Thysanoptères
- Frankliniella williamsi (thrips du maïs)